# Doğanlı, Güney
Doğanlı là một xã thuộc huyện Güney, tỉnh Denizli, Thổ Nhĩ Kỳ. Dân số thời điểm năm 2010 là 194 người.